# Antonio Sánchez de la Calle
Antonio Sánchez de la Calle, més conegut com a Calle (Madrid, 14 d'octubre de 1978) és un exfutbolista professional madrileny, que ocupava la posició de davanter. Actualment fa d'entrenador.

## Trajectòria esportiva
Format al planter del Rayo Vallecano i l'Atlètic de Madrid, posteriorment hi militaria a altres equips de Segona B, com el Talavera CF o el CE Onda. A mitjan campanya de la temporada 01/02 recala al Xerez CD, de Segona Divisió, on acaba la temporada amb 2 gols en 16 partits.
Les dues següents temporades es converteix en la referència ofensiva del Xerez. En la 02/03 marca 13 gols, i a la posterior 12. L'estiu del 2004 fitxa pel Recreativo de Huelva, on perd la titularitat i serà suplent durant els tres anys a Huelva, el darrer, el 06/07, hi debuta a primera divisió.
Acabla temporada 06/07 a l'Albacete Balompié, on marca 12 gols en 21 partits. A l'any següent fitxa pel Nàstic de Tarragona, que el cedirà al Xerez CD la temporada 08/09. El 2009 marxa a un altre club català, el Girona FC, tot i que no juga fins a gener del 2010. El conjunt gironí milita també a la categoria d'argent, en la qual el madrileny suma 210 partits i 59 gols.